# Sam McQueen
Samuel James McQueen (Southampton, Hampshire, Inglaterra, Reino Unido, 6 de febrero de 1995) es un exfutbolista inglés que jugaba como defensa.

## Trayectoria

### Inicios
McQueen nació en Southampton y asistió a The Mountbatten School en Romsey, Hampshire. Fue observado por Southampton cuando tenía ocho años cuando jugaba para Oakwood Rangers, un equipo juvenil local. Formó parte del equipo Southampton FC Academy Sub-13 que fue subcampeón en el prestigioso Torneo Dr Pepper Dallas Cup en Texas, donde perdió 1-0 ante el FC Barcelona California en 2008. El mismo equipo incluyó otros productos de la academia. James Ward-Prowse, Luke Shaw, Calum Chambers, Harrison Reed, Jordan Turnbull y Jake Sinclair, todos los que obtuvieron contratos profesionales en años posteriores con el club.

### Southampton
McQueen fue convocado para el equipo profesional de Southampton por primera vez el 15 de febrero de 2014 para el partido de la quinta ronda de la FA Cup contra Sunderland en el Stadium of Light; él entró en la segunda mitad para su debut, jugando los últimos ocho minutos en la derrota 0-1, en lugar de Adam Lallana. McQueen firmó un contrato de cuatro años el 17 de junio de 2014.

### Southend United
En enero de 2016, McQueen se va en condición de préstamo al Southend United de la League One hasta el final de la temporada. Hizo su debut en la liga en la victoria por 3-0 en casa sobre Coventry City, entrando como sustituto en el minuto 86. Anotó su primer gol de la liga como profesional 11 días después en su primer inicio completo de liga en el derby de Essex contra Colchester United en su 21 cumpleaños.

### Regreso al Southampton
Hizo su debut en la Premier League para Southampton el 16 de octubre de 2016, cuando reemplazó a Matt Targett en el lateral izquierdo después de 14 minutos en la victoria por 3-1 sobre Burnley, ganando por penal en el tercer gol. Cuatro días después, debutó en la Liga Europa de la UEFA 2016-17 y debutó con los Saints por primera vez el 20 de octubre frente al Inter de Milán en San Siro.
El 5 de diciembre de 2016, McQueen firmó un nuevo contrato a largo plazo con Southampton, firmando un acuerdo hasta 2021.

### Middlesbrough
El 30 de agosto de 2018 se hizo oficial su cesión al Middlesbrough hasta final de temporada.

### Retiro
El primer día del año 2022 anunció su retirada después de llevar más de tres años sin poder jugar como consecuencia de una rotura de los ligamentos cruzados que sufrió contra el Crystal Palace F. C. durante su estancia en Middlesbrough.

## Selección nacional

### Selección de Inglaterra sub-21
McQueen recibió su primera convocatoria para el equipo de Inglaterra sub-21 para un par de partidos amistosos contra Alemania y Dinamarca en marzo de 2017. McQueen fue suplente en el partido contra Alemania que no jugó pero hizo su debut el 27 de marzo, comenzando en el lateral izquierdo en el partido contra Dinamarca. Aidy Boothroyd, el gerente, fue citado diciendo que "Sam McQueen fue excelente" en la victoria por 4-0 ante Dinamarca.

## Estadísticas

### Clubes
Actualizado al fin de carrera deportiva.
| Southampton F. C. Inglaterra                                                                      | 1.ª           | 2013-14       | 0  | 0 | 1 | 0 | — | — | 1  | 0 |
| Southend United F. C. Inglaterra                                                                  | 3.ª           | 2015-16       | 18 | 2 | — | — | — | — | 18 | 2 |
| Southend United F. C. Inglaterra                                                                  | Total club    | Total club    | 18 | 2 | 0 | 0 | 0 | 0 | 18 | 2 |
| Southampton F. C. Inglaterra                                                                      | 1.ª           | 2016-17       | 13 | 0 | 4 | 0 | 3 | 0 | 20 | 0 |
| Southampton F. C. Inglaterra                                                                      | 1.ª           | 2017-18       | 7  | 0 | 1 | 0 | ― | ― | 8  | 0 |
| Middlesbrough F. C. Inglaterra                                                                    | 2.ª           | 2018-19       | 5  | 0 | 2 | 0 | ― | ― | 7  | 0 |
| Middlesbrough F. C. Inglaterra                                                                    | Total club    | Total club    | 5  | 0 | 2 | 0 | 0 | 0 | 7  | 0 |
| Southampton F. C. Inglaterra                                                                      | 1.ª           | 2019-20       | 0  | 0 | 0 | 0 | ― | ― | 0  | 0 |
| Southampton F. C. Inglaterra                                                                      | 1.ª           | 2020-21       | 0  | 0 | 0 | 0 | ― | ― | 0  | 0 |
| Southampton F. C. Inglaterra                                                                      | 1.ª           | 2021-22       | 0  | 0 | 0 | 0 | ― | ― | 0  | 0 |
| Southampton F. C. Inglaterra                                                                      | Total club    | Total club    | 20 | 0 | 6 | 0 | 3 | 0 | 29 | 0 |
| Total carrera                                                                                     | Total carrera | Total carrera | 43 | 2 | 8 | 0 | 3 | 0 | 54 | 2 |
| (1) Incluye datos de la Copa de la Liga y FA Cup. (2) Incluye datos de la Liga Europa de la UEFA. |               |               |    |   |   |   |   |   |    |   |